# Pescara Calcio 1988-1989
Questa voce raccoglie le informazioni riguardanti il Pescara Calcio nelle competizioni ufficiali della stagione 1988-1989.

## Stagione

Stefano Ferretti in scivolata su Rui Barros nel corso di Pescara-Juventus (0-0) del 18 giugno 1989

Nella stagione 1988-1989 il Pescara di Giovanni Galeone per rinforzare la rosa, in estate ha preso i brasiliani Edmar e Tita. Nel campionato nonostante alcuni pesanti rovesci (tra cui l'8-2 subìto a Napoli), ha disputato un girone di andata discreto, concludendo con 14 punti, appena sopra le sabbie mobili, poi nella seconda metà del campionato il Pescara ha ottenuto una prestigiosa vittoria (1-3) in trasferta contro la Roma, ma di lì in poi ha raccolto solo nove punti (frutto di altrettanti pareggi) in diciotto giornate: con questo ruolino di marcia la squadra abruzzese è stata risucchiata nelle parti paludose della classifica, chiudendo il torneo con 27 punti, e retrocedendo in Serie B con Torino, Pisa e Como.
In Coppa Italia il Pescara, prima del campionato ha disputato il terzo girone della prima fase, piazzandosi secondo davanti al Milan passando alla seconda fase, nella quale è stato eliminato nel terzo girone superato dal Pisa, totalizzando due punti, frutto dei pareggi con Ancona e Pisa.

## Divise e sponsor
Alla tradizionale divisa bianca con strisce verticali celesti ne vennero affiancate due nuove: la prima bianca con maniche e spalle blu, la seconda interamente azzurra. Il fornitore tecnico (N2) venne confermato, mentre venne adottato come nuovo sponsor ufficiale Gelati Gis.
| Casa | Trasferta | Alternativa | Alternativa 2 |  |

## Organigramma societario
Area direttiva
- Presidente: Pietro Scibilia
- General manager e direttore sportivo: Franco Manni
- Segreteria: Leontino Canale e Anna Maria Melchiorre

Area tecnica
- Direttore sportivo: Enrico Alberti
- Allenatore: Giovanni Galeone
- Allenatore in seconda: Edmondo Prosperi

## Rosa
| N. |                   | Ruolo | Calciatore         |
| -- | ----------------- | ----- | ------------------ |
|    | Italia (bandiera) | P     | Giuseppe Gatta     |
|    | Italia (bandiera) | P     | Loris Marcello     |
|    | Italia (bandiera) | P     | Giuseppe Zinetti   |
|    | Italia (bandiera) | D     | Roberto Bruno      |
|    | Italia (bandiera) | D     | Cristiano Bergodi  |
|    | Italia (bandiera) | D     | Andrea Camplone    |
|    | Italia (bandiera) | D     | Giacomo Dicara     |
|    | Italia (bandiera) | C     | Primo Berlinghieri |
|    | Italia (bandiera) | C     | Luigi Caffarelli   |
|    | Italia (bandiera) | C     | Luigi Ciarlantini  |
|    | Italia (bandiera) | C     | Livio Danese       |
|    | Italia (bandiera) | C     | Stefano Ferretti   |

| N. |                    | Ruolo | Calciatore           |
| -- | ------------------ | ----- | -------------------- |
|    | Italia (bandiera)  | C     | Gian Piero Gasperini |
|    | Brasile (bandiera) | C     | Júnior (capitano)    |
|    | Italia (bandiera)  | C     | Felice Mancini       |
|    | Italia (bandiera)  | C     | Franco Marchegiani   |
|    | Italia (bandiera)  | C     | Paolo Miano          |
|    | Italia (bandiera)  | C     | Rocco Pagano         |
|    | Brasile (bandiera) | C     | Tita                 |
|    | Brasile (bandiera) | A     | Edmar                |
|    | Italia (bandiera)  | A     | Antonio Martorella   |
|    | Italia (bandiera)  | A     | Giampiero Lalli      |
|    | Italia (bandiera)  | A     | Nicola Zanone        |

## Risultati

### Serie A

#### Girone di andata
| Pescara 9 ottobre 1988 1ª giornata | Pescara             | 0 – 0 | Roma | Stadio Adriatico\| Arbitro: \| F. Baldas (Trieste) \| |
| Arbitro:                           | F. Baldas (Trieste) |       |      |                                                       |

| Arbitro: | Pairetto (Torino) |

|           |           |                                         |
| Edmar 82’ | Marcatori | 30’ Virdis 63’ Van Basten 70’ Ancelotti |

| Arbitro: | Amendolia (Messina) |

|                                                                       |           |                                       |
| Careca 3’, 60’ A. Carnevale 7’, 51’, 53’ Maradona 36’, 84’ Alemão 39’ | Marcatori | 59’ (rig.) Gasperini 65’ (rig.) Edmar |

| Pescara 30 ottobre 1988 4ª giornata | Pescara                   | 0 – 0 | Verona | Stadio Adriatico\| Arbitro: \| Pezzella (Frattamaggiore) \| |
| Arbitro:                            | Pezzella (Frattamaggiore) |       |        |                                                             |

| Arbitro: | D'Elia (Salerno) |

|  |           |                 |
|  | Marcatori | 9’ Berlinghieri |

| Arbitro: | Paparesta (Bari) |

|                             |           |  |
| Berlinghieri 16’ Pagano 43’ | Marcatori |  |

| Bergamo 27 novembre 1988 7ª giornata | Atalanta          | 0 – 0 | Pescara | Stadio Comunale\| Arbitro: \| Beschin (Legnago) \| |
| Arbitro:                             | Beschin (Legnago) |       |         |                                                    |

| Arbitro: | Lo Bello (Siracusa) |

|  |           |                                |
|  | Marcatori | 55’ (aut.) Júnior 80’ Matthäus |

| Arbitro: | Coppetelli (Tivoli) |

|                                          |           |                      |
| D. Pellegrini 36’ Baggio 43’ (rig.), 87’ | Marcatori | 33’ Edmar 45’ Júnior |

| Arbitro: | Sguizzato (Verona) |

|                            |           |               |
| Gregucci 5’ Ruben Sosa 25’ | Marcatori | 53’, 65’ Tita |

| Arbitro: | Paparesta (Bari) |

|                                             |           |  |
| Gasperini 50’ (rig.), 85’ (rig.) Pagano 79’ | Marcatori |  |

| Arbitro: | Luci (Firenze) |

|            |           |  |
| Vincze 10’ | Marcatori |  |

| Arbitro: | Magni (Bergamo) |

|  |           |            |
|  | Marcatori | 38’ Vialli |

| Arbitro: | Beschin (Legnago) |

|            |           |  |
| Didonè 40’ | Marcatori |  |

| Arbitro: | Pezzella (Frattamaggiore) |

|                                |           |           |
| Tita 59’ Berlinghieri 75’, 79’ | Marcatori | 76’ Demol |

| Arbitro: | Frigerio (Milano) |

|                |           |          |
| Rui Barros 49’ | Marcatori | 43’ Tita |

| Pescara 12 febbraio 1989 17ª giornata | Pescara             | 0 – 0 | Pisa | Stadio Adriatico\| Arbitro: \| Coppetelli (Tivoli) \| |
| Arbitro:                              | Coppetelli (Tivoli) |       |      |                                                       |

#### Girone di ritorno
| Arbitro: | Luci (Firenze) |

|                     |           |                    |
| Giannini 62’ (rig.) | Marcatori | 45’, 55’, 70’ Tita |

| Arbitro: | Quartuccio (Torre Annunziata) |

|                                                                   |           |          |
| Virdis 19’, 82’ Rijkaard 50’ Gullit 65’, 67’ Gasperini 85’ (aut.) | Marcatori | 49’ Tita |

| Pescara 5 marzo 1989 20ª giornata | Pescara       | 0 – 0 | Napoli | Stadio Adriatico\| Arbitro: \| Longhi (Roma) \| |
| Arbitro:                          | Longhi (Roma) |       |        |                                                 |

| Verona 12 marzo 1989 21ª giornata | Verona              | 0 – 0 | Pescara | Stadio Marcantonio Bentegodi\| Arbitro: \| Amendolia (Messina) \| |
| Arbitro:                          | Amendolia (Messina) |       |         |                                                                   |

| Pescara 19 marzo 1989 22ª giornata | Pescara                   | 0 – 0 | Ascoli | Stadio Adriatico\| Arbitro: \| Pezzella (Frattamaggiore) \| |
| Arbitro:                           | Pezzella (Frattamaggiore) |       |        |                                                             |

| Arbitro: | Luci (Firenze) |

|           |           |           |
| Škoro 15’ | Marcatori | 28’ Edmar |

| Arbitro: | Cornieti (Forlì) |

|            |           |           |
| Júnior 19’ | Marcatori | 71’ Prytz |

| Arbitro: | Coppetelli (Tivoli) |

|                      |           |            |
| Berti 20’ Serena 27’ | Marcatori | 84’ Pagano |

| Pescara 30 aprile 1989 26ª giornata | Pescara             | 0 – 0 | Fiorentina | Stadio Adriatico\| Arbitro: \| F. Baldas (Trieste) \| |
| Arbitro:                            | F. Baldas (Trieste) |       |            |                                                       |

| Pescara 7 maggio 1989 27ª giornata | Pescara                      | 0 – 0 | Lazio | Stadio Adriatico\| Arbitro: \| Agnolin (Bassano del Grappa) \| |
| Arbitro:                           | Agnolin (Bassano del Grappa) |       |       |                                                                |

| Arbitro: | D'Elia (Salerno) |

|                 |           |  |
| M. Agostini 48’ | Marcatori |  |

| Arbitro: | Pezzella (Frattamaggiore) |

|                 |           |              |
| Tita 28’ (rig.) | Marcatori | 18’ Paciocco |

| Arbitro: | Lo Bello (Siracusa) |

|                                                                    |           |            |
| Vialli 9’ (rig.) Salsano 48’ Ciarlantini 62’ (aut.) R. Mancini 80’ | Marcatori | 31’ Júnior |

| Arbitro: | Luci (Firenze) |

|            |           |            |
| Pagano 87’ | Marcatori | 41’ Milton |

| Arbitro: | Lanese (Messina) |

|             |           |  |
| Alessio 57’ | Marcatori |  |

| Pescara 18 giugno 1989 33ª giornata | Pescara          | 0 – 0 | Juventus | Stadio Adriatico\| Arbitro: \| D'Elia (Salerno) \| |
| Arbitro:                            | D'Elia (Salerno) |       |          |                                                    |

| Arbitro: | F. Baldas (Trieste) |

|                |           |                 |
| Piovanelli 67’ | Marcatori | 4’ Berlinghieri |

### Coppa Italia

#### Prima fase 3º girone
| Arbitro: | Cornieti (Forlì) |

|                           |           |            |
| Bruno 31’ Marchegiani 69’ | Marcatori | 6’ Dezotti |

| Arbitro: | Satariano (Palermo) |

|  |           |            |
|  | Marcatori | 41’ Zanone |

| Arbitro: | Lo Bello (Siracusa) |

|           |           |                     |
| Zanone 1’ | Marcatori | 54’, 64’ Van Basten |

| Arbitro: | Frigerio (Milano) |

|                |           |                    |
| Donnarumma 80’ | Marcatori | 44’, 72’, 81’ Tita |

| Arbitro: | Felicani (Bologna) |

|                                      |           |                                    |
| Tita 36’, 37’, 68’ (rig.) Pagano 85’ | Marcatori | 48’, 60’ (rig.), 78’ (rig.) Modica |

#### Seconda fase 3º girone
| Arbitro: | Amendolia (Messina) |

|         |           |                |
| Tita 1’ | Marcatori | 46’ Ceramicola |

| Arbitro: | Pezzella (Frattamaggiore) |

|                      |           |                         |
| Pagano 43’ Bruno 70’ | Marcatori | 19’ Bernazzani 68’ Been |

| Arbitro: | Paparesta (Bari) |

|                                                      |           |            |
| Policano 13’ Völler 26’ Giannini 56’ Tempestilli 66’ | Marcatori | 29’ Júnior |

## Statistiche

### Statistiche di squadra
| Competizione | Punti | In casa | In casa | In casa | In casa | In casa | In casa | In trasferta | In trasferta | In trasferta | In trasferta | In trasferta | In trasferta | Totale | Totale | Totale | Totale | Totale | Totale | DR  |
| Competizione | Punti | G       | V       | N       | P       | Gf      | Gs      | G            | V            | N            | P            | Gf           | Gs           | G      | V      | N      | P      | Gf     | Gs     | DR  |
| ------------ | ----- | ------- | ------- | ------- | ------- | ------- | ------- | ------------ | ------------ | ------------ | ------------ | ------------ | ------------ | ------ | ------ | ------ | ------ | ------ | ------ | --- |
| Serie A      | 27    | 17      | 3       | 11      | 3       | 12      | 10      | 17           | 2            | 6            | 9            | 16           | 33           | 34     | 5      | 17     | 12     | 28     | 43     | -15 |
| Coppa Italia |       | 5       | 2       | 2       | 1       | 10      | 9       | 3            | 2            | 0            | 1            | 5            | 5            | 8      | 4      | 2      | 2      | 15     | 14     | +1  |
| Totale       | -     | 22      | 5       | 13      | 4       | 22      | 19      | 20           | 4            | 6            | 10           | 21           | 38           | 42     | 9      | 19     | 14     | 43     | 57     | -14 |

### Statistiche dei giocatori
| Giocatore       | Serie A  | Serie A | Serie A     | Serie A    | Coppa Italia | Coppa Italia | Coppa Italia | Coppa Italia | Totale   | Totale | Totale      | Totale     |
| Giocatore       | Presenze | Reti    | Ammonizioni | Espulsioni | Presenze     | Reti         | Ammonizioni  | Espulsioni   | Presenze | Reti   | Ammonizioni | Espulsioni |
| --------------- | -------- | ------- | ----------- | ---------- | ------------ | ------------ | ------------ | ------------ | -------- | ------ | ----------- | ---------- |
| C. Bergodi      | 31       | 0       | ?           | ?          | 5            | 0            | ?            | ?            | 36       | 0      | ?           | ?          |
| P. Berlinghieri | 29       | 5       | ?           | ?          | 7            | 0            | ?            | ?            | 36       | 5      | ?           | ?          |
| R. Bruno        | 23       | 0       | ?           | ?          | 8            | 2            | ?            | ?            | 31       | 2      | ?           | ?          |
| L. Caffarelli   | 20       | 0       | ?           | ?          | 8            | 0            | ?            | ?            | 28       | 0      | ?           | ?          |
| A. Camplone     | 24       | 0       | ?           | ?          | 8            | 0            | ?            | ?            | 32       | 0      | ?           | ?          |
| L. Ciarlantini  | 20       | 0       | ?           | ?          | 5            | 0            | ?            | ?            | 25       | 0      | ?           | ?          |
| G. Dicara       | 16       | 0       | ?           | ?          | 7            | 0            | ?            | ?            | 23       | 0      | ?           | ?          |
| Edmar           | 28       | 4       | ?           | ?          | -            | -            | -            | -            | 28       | 4      | 0+          | 0+         |
| S. Ferretti     | 25       | 0       | ?           | ?          | 5            | 0            | ?            | ?            | 30       | 0      | ?           | ?          |
| P. Gasperini    | 32       | 3       | ?           | ?          | 7            | 0            | ?            | ?            | 39       | 3      | ?           | ?          |
| G. Gatta        | 20       | -22     | ?           | ?          | 8            | -14          | ?            | ?            | 28       | -36    | ?           | ?          |
| Júnior          | 34       | 3       | ?           | ?          | 8            | 1            | ?            | ?            | 42       | 4      | ?           | ?          |
| G. Lalli        | 2        | 0       | ?           | 1          | -            | -            | -            | -            | 2        | 0      | 0+          | 1          |
| F. Marchegiani  | 31       | 0       | ?           | ?          | 8            | 1            | ?            | ?            | 39       | 1      | ?           | ?          |
| P. Miano        | 21       | 0       | ?           | ?          | 3            | 0            | ?            | ?            | 24       | 0      | ?           | ?          |
| R. Pagano       | 31       | 4       | ?           | ?          | 8            | 2            | ?            | ?            | 39       | 6      | ?           | ?          |
| Tita            | 25       | 9       | ?           | ?          | 8            | 7            | ?            | ?            | 33       | 16     | ?           | ?          |
| N. Zanone       | 8        | 0       | ?           | ?          | 4            | 2            | ?            | ?            | 12       | 2      | ?           | ?          |
| G. Zinetti      | 14       | -21     | ?           | ?          | -            | -            | -            | -            | 14       | -21    | 0+          | 0+         |